# Деклассированным элементам
«Деклассированным элементам» — бутлег советской рок-группы «Янка и Великие октябри».

## История создания
Лейбл «Отделение выход» переиздал альбом в 1999 году. В состав композиций было внесено три песни, записанных в Новосибирске в 1988 году совместно с группой «Закрытое предприятие». В 2018 году альбом был переиздан компанией «Выргород» в одно время с записью концерта в Кургане.

## Тематика и стиль
Стиль песен больше похож на панк/постпанк ранних 90х годов

## Восприятие
Рецензент InterMedia Алексей Мажаев, слушая переиздание альбома 2018 года, отметил, что при ремастеринге была убрана эстетика музыки Егора Летова и сибирского панка и заключает, что в хорошем качестве звука творчество Яны Дягилевой «заиграло неожиданными красками». Мажаев высоко оценил альбом, особенно первую его часть.

## Список композиций
Все тексты написаны Янкой Дягилевой.
| №   | Название                     | Длительность |
| --- | ---------------------------- | ------------ |
| 1.  | «Мы по колено»               | 1:58         |
| 2.  | «На чёрный день»             | 2:52         |
| 3.  | «Я стервенею»                | 2:52         |
| 4.  | «Декорации»                  | 2:08         |
| 5.  | «Особый резон»               | 3:28         |
| 6.  | «По трамвайным рельсам»      | 2:43         |
| 7.  | «От большого ума»            | 3:47         |
| 8.  | «Берегись!»                  | 2:48         |
| 9.  | «Рижская»                    | 2:06         |
| 10. | «Деклассированным элементам» | 4:03         |
| 11. | «Печаль моя светла»          | 1:12         |
| 12. | «Стаи летят»                 | 2:34         |
| 13. | «Берегись!»                  | 4:17         |
| 14. | «От большого ума»            | 5:05         |
| 15. | «Деклассированным элементам» | 5:54         |
| 16. | «Декорации»                  | 2:07         |
| 17. | «Мы по колено»               | 2:15         |
| 18. | «На чёрный день»             | 2:36         |
| 19. | «По трамвайным рельсам»      | 2:35         |
| 20. | «Я стервенею»                | 2:52         |
| 21. | «От большого ума»            | 4:20         |
| 22. | «Рижская»                    | 2:12         |
| 23. | «Берегись!»                  | 2:38         |
| 24. | «Деклассированным элементам» | 3:49         |

## Участники записи
| Янка и Великие октябри - Янка Дягилева — тексты, вокал, ритм-гитара. - Егор Летов — бас-гитара, барабаны, вокал (№ 10). - Игорь “Джефф” Жевтун — гитара. - Игорь Староватов — бас-гитара. - Аркадий Климкин — барабаны. - Евгений “Джексон” Кокорин — барабаны. | Технический персонал - Евгений Шабалов — звукорежиссёр. - Евгений Гапеев — ремастеринг, дизайн. - Дмитрий Дзюба — дизайн. - Александр Кудрявцев — оформление, фотограф. |